# Fabianita
La fabianita és un mineral de la classe dels borats. Rep el seu nom del geòleg Hans-Joachim Fabian.

## Característiques
La fabianita és un borat de fórmula química CaB₃O₅OH. Cristal·litza en el sistema monoclínic. La seva duresa a l'escala de Mohs és 6.
Segons la classificació de Nickel-Strunz, la fabianita pertany a «06.FC - Filohexaborats» juntament amb els següents minerals: tunel·lita, nobleïta, estroncioborita, ginorita, i estroncioginorita.

## Formació i jaciments
Va ser descoberta l'any 1962 a Rehden, Diepholz, a la Baixa Saxònia, Alemanya, formant uns bons cristals d'entre 0,3 i 25 mil·límetres de mida. Sol trobar-se associada a altres minerals com: szaibelyita, howlita, halita i anhidrita. La seva localitat tipus resulta ser l'únic indret on ha estat trobada aquesta espècie mineral.